# Коринос
Коринос (грч. Κορινός) је град у општини Катерини у периферији Средишња Македонија, Грчка. Према попису из 2021. године било је 3.115 становника.
Насеље је 1913. године имало 433 житеља Грка. После 1923. године насељено је 167 грчких избегличких породица (претежно из Бугарске) укупно 627 особа. На попису из 1928. године Коринос је имао 1.031 становника.